# James C. Scott

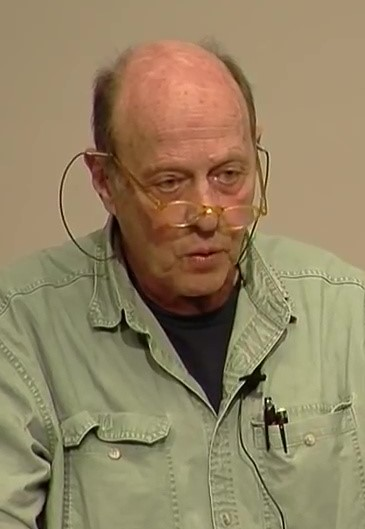
James C. Scott, 2016

James C. Scott (* 2. Dezember 1936 in Mount Holly, New Jersey; † 19. Juli 2024 in Durham,  Middlesex County, Connecticut) war ein amerikanischer Politologe. Er war Sterling Professor für Politologie und Anthropologie an der Yale-Universität und Mitbegründer des dortigen Programms für Agrarstudien (Program in Agrarian Studies). Seine Forschungen bezogen sich auf Agrargesellschaften, Vorherrschaft und Widerstand, Landwirtschaft, Revolution, Südostasien, Klassentheorien und Anarchismus.

## Leben
Scott war der Sohn eines Arztes, der starb, als Scott neun Jahre alt war. Er ging auf verschiedene Schulen der Quäker-Religionsgemeinschaft in der Nähe von Philadelphia. Dann studierte er Political Economy am Williams College, Massachusetts, der Universität von Rangun in Burma und am Institut des sciences politiques in Paris. Nachdem er 1967 den Doktorgrad an der Yale-Universität mit einer politikwissenschaftlichen Arbeit erlangt hatte, lehrte er an der Universität von Wisconsin. Ende der siebziger Jahre betrieb er zwei Jahre lang Feldforschungen in einem Dorf in Malaysia, die er in dem Buch Weapons of the Weak („Die Waffen der Schwachen“, 1985) verarbeitete. 1990/1991 verbrachte er als Fellow des Wissenschaftskollegs zu Berlin ein Jahr in Deutschland. Scott besaß eine 46 acre (ca. 18,6 ha) große Farm in Durham, Connecticut.

## Preise und Stipendien
1992 wurde Scott in die American Academy of Arts and Sciences gewählt, 2020 in die American Philosophical Society. Er erhielt Stipendien am Center for Advanced Studies in den Behavioral Sciences, am Institute for Advanced Studies und am Science, Technology and Society Program des M.I.T. Er erhielt auch Forschungsstipendien von der National Science Foundation, der National Endowment for the Humanities und der Guggenheim Foundation. Scott war 1997 Präsident der Association for Asian Studies. 2018 erhielt er den Prize for High Achievement in Political Science von der International Political Science Association. 2021 wurde Scott der A.SK Social Science Award zugesprochen. Im Jahr 2024 wurde ihm die Wilbur Cross Medal der Yale-Universität verliehen.

## Schriften
- Political Ideology in Malaysia. Reality and the Beliefs of an Elite. Yale University Press, New Haven 1968.
- Comparative Political Corruption. Prentice-Hall, Englewood Cliffs 1972.
- The Moral Economy of the Peasant. Rebellion and Subsistence in Southeast Asia. Yale University Press, New Haven 1976, ISBN 0300018622.
- Weapons of the Weak. Everyday Forms of Peasant Resistance.  Yale University Press, New Haven 1985, ISBN 0300033362.
- Domination and the Arts of Resistance. Hidden Transcripts. Yale University Press, New Haven 1990, ISBN 0300047053.
- Seeing Like a State. How Certain Schemes to Improve the Human Condition Have Failed. Yale University Press, New Haven 1998, ISBN 0300070160.
- The Art of Not Being Governed. An Anarchist History of Upland Southeast Asia. Yale University Press, New Haven 2009, ISBN 978-0-30015-228-9.
- Two Cheers for Anarchism. Six Easy Pieces on Autonomy, Dignity, and Meaningful Work and Play. Princeton University Press 2012, Princeton ISBN 978-0-691-15529-6.
  - Applaus dem Anarchismus. Über Autonomie, Würde, gute Arbeit und Spiel. Übersetzung von Werner Petermann, Edition Trickster im Peter Hammer Verlag, Wuppertal 2014, ISBN 978-3-7795-0489-4.
- Decoding subaltern politics. Ideology, disguise, and resistance in agrarian politics. Routledge, New York 2013, ISBN 978-0-415-54010-0.
- Against the Grain. A Deep History of the Earliest States. Yale University Press, New Haven 2017, ISBN 978-0-300-18291-0.
  - Die Mühlen der Zivilisation. Eine Tiefengeschichte der frühesten Staaten. Übersetzung von Horst Brühmann, Suhrkamp Verlag, Berlin 2019, ISBN 978-3-518-58729-4.